# Črnčevec
Črnčevec je naselje u Hrvatskoj u sastavu općine Svetog Petra Orehovca. Nalazi se u Koprivničko-križevačkoj županiji. 

## Zemljopis
Jugozapadno su Sveti Petar Orehovec i Orehovec, istočno je Mikovec, sjeveroistočno su Hrgovec, Dedina, Žibrinovec i rječica, jugoistočno su Zamladinec, Bočkovec,  Piškovec i Selanec.

## Stanovništvo
| broj stanovnika | 133   | 125   | 133   | 152   | 186   | 215   | 205   | 221   | 212   | 209   | 210   | 223   | 188   | 159   | 158   | 159   | 134   |
|                 | 1857. | 1869. | 1880. | 1890. | 1900. | 1910. | 1921. | 1931. | 1948. | 1953. | 1961. | 1971. | 1981. | 1991. | 2001. | 2011. | 2021. |